# 付き合ってるのに片思い
「付き合ってるのに片思い」（つきあってるのにかたおもい）は、Berryz工房の15枚目のシングル。2007年11月28日にアップフロントワークス（PICCOLO TOWNレーベル）から発売された。

## 概要
- 初回生産限定盤と通常盤の2形態での発売。初回生産限定盤はCD＋DVD、通常盤はCDのみ。初回生産限定盤には、2007年12月16日に行われた発売記念イベントへの応募券が封入されていた。
- Berryz工房が『第58回NHK紅白歌合戦』に出場した際、本作が披露された。
- Berryz工房ファンのお笑い芸人であるフットボールアワーの岩尾望がBerryz工房で一番好きな曲としてこの曲を紹介し、相方の後藤輝基が「ほな付き合ってへんやろがい！」とツッコむ一連のギャグが存在する。
- センターは菅谷梨沙子、嗣永桃子。メインボーカルは菅谷梨沙子、夏焼雅、嗣永桃子である。
- カップリング曲「我ら! Berryz仮面」は、Berryz仮面のメインテーマ曲。Berryz仮面イベントの冒頭に歌われる。

## 収録曲
全作詞・作曲：つんく
1. 付き合ってるのに片思い [3:53]
編曲：大久保薫
2. 我ら! Berryz仮面 [3:32]
編曲：山崎淳
3. 付き合ってるのに片思い (Instrumental) [3:53]

### 初回生産限定盤付属DVD
1. 付き合ってるのに片思い (Dance Shot Ver.)

## 参加ミュージシャン
付き合ってるのに片思い
- プログラミング：大久保薫
- ギター：高山一也
- ベース：種子田健
- コーラス：CHINO

我ら! Berryz仮面
- プログラミング&ギター：山崎淳
- パーカッション：飯田ヒロシ
- コーラス&ホイッスル：竹内浩明

## カバー
付き合ってるのに片思い
- つばきファクトリー - アルバム『first bloom』初回生産限定盤B DISC2に収録。